# Marquesado de Isla Hermosa
El Marquesado de Isla Hermosa es un título nobiliario español creado el 21 de noviembre de 1793 por el rey Carlos IV a favor de Francisco de Paula Altamirano y Manrique de Lara, Alférez Mayor y Regidor perpetuo de Málaga.

## Marqueses de Isla Hermosa
|                               | Titular                                               | Periodo                |
| Creación por Carlos IV        | Creación por Carlos IV                                | Creación por Carlos IV |
| ----------------------------- | ----------------------------------------------------- | ---------------------- |
| I                             | Francisco de Paula Altamirano Manrique de Lara        | 1793-1810              |
| II                            | Pedro Altamirano y Andrade                            | 1810-1810              |
| III                           | Juan Pedro Altamirano y Morante                       | 1810-                  |
| IV                            | Francisco Altamirano y López                          |                        |
| Rehabilitado por Alfonso XIII |                                                       |                        |
| V                             | Joaquín de Sangrán y Domínguez                        | 1918-                  |
| VI                            | Juan Nepomuceno de Sangrán y González de Valseca      | 1935-                  |
| VII                           | Juan Manuel de Sangrán y Medina                       |                        |
| VIII                          | Ignacio Alarcón de la Lastra y Domínguez              |                        |
| IX                            | Catalina de los Ángeles Alarcón de la Lastra y Repiso | 1988-actual titular    |

## Historia de los Marqueses de Isla Hermosa
- Francisco de Paula Altamirano y Manrique de Lara (1752-1810), I marqués de Isla Hermosa.

1. Casó con María Josefa Witenberg Cotrina. Sin descendientes. Le sucedió su hermano:

- Pedro Altamirano y Andrade (1755-1810), II marqués de Isla Hermosa.

1. Casó con Encarnación Piedrola r Igualada. Le sucedió su hijo:

- Juan Pedro Altamirano y Morante, III marqués de Isla Hermosa.

1. Casó con María Victoria López y Salcedo.
2. Casó con Teresa Bravo. Le sucedió, de su primer matrimonio, su hijo:

- Francisco Altamirano y López, IV marqués de Isla Hermosa. Sin descendientes.

Rehabilitado en 1918 por:
- Joaquín de Sangrán y Domínguez, V marqués de Isla Hermosa, II marqués de los Ríos (rehabilitado a su favor en 1911), conde francés de Saint-Claude.  Mayordomo de semana del Rey Alfonso XIII.

1. Casó con María González de Valseca e Irigoyen. Le sucedió, en 1935, su hijo:

- Juan Nepomuceno de Sangrán y González de Valseca, VI marqués de Isla Hermosa.

1. Casó con María de los Dolores Medina y Carvajal. Le sucedió su hijo:

- Juan Manuel de Sangrán y Medina (n. en 1933), VII marqués de Isla Hermosa, IV marqués de los Ríos.

1. Casó con María Teresa Romero Laffitte. Sin descendientes. Le sucedió:

- Ignacio Alarcón de la Lastra y Domínguez, VIII marqués de Isla Hermosa.

1. Casó con María del Pilar Repiso y Calvo de León. Le sucedió, en 1988, su hija:

- Catalina de los Ángeles Alarcón de la Lastra y Repiso, IX marquesa de Isla Hermosa.